# 문정희 (시인)
문정희(文貞姬, 1947년 5월 25일~)는 대한민국의 시인이다. 전라남도 보성군에서 태어나 동국대학교 국어국문학과를 졸업했으며, 같은 대학교 대학원을 졸업했다. 서울여자대학교 대학원에서 문학 박사 학위를 받았다.
1969년에 《월간문학》신인상에 당선되어 문단에 등단했다. 현대문학상을 수상했다. 시집으로 《문정희 시집》, 《새떼》, 《찔레》, 《하늘보다 먼 곳에 매인 그네》, 수필집 《지상에 머무는 동안》 등을 출간했다.
2007년 기준으로 동국대학교 문예창작학과 겸임 교수로 재직 중이다.

## 경력
- 2023 제31회 공초문학상
- 2022 제4회 이용악문학상
- 2015 제8회 목월문학상
- 2015 제47회 대한민국문화예술상 문학부문
- 2013 제10회 육사시문학상
- 2010 제7회 시카다상
- 2008 제28회 한국예술평론가협의회 올해의 최우수 예술가 문학부문상
- 2004 제16회 정지용문학상
- 2000 제14회 동국문학상
- 1996 제11회 문학사상사 소월시문학상
- 1975 제21회 현대문학상
- 1969 월간문학 신인상

- 2022.10~ 국립한국문학관 관장
- 동국대학교 문예창작학부 석좌교수
- 2014.9 제40대 한국시인협회 회장
- 2007 고려대학교 문예창작학과 교수
- 2005.3 동국대학교 예술대학 문예창작학과 석좌교수
- 1997.11 동국대학교 국어국문학부 겸임교수
- 1994 서울여자대학교 국어국문학과 강사

## 학력
- 진명여자고등학교 (졸업)
- 동국대학교 국어국문학과 (졸업)
- 동국대학교 대학원 현대문학과 (졸업)
- 서울여자대학교 대학원 현대문학과 (졸업)